# Hogna himalayensis
Hogna himalayensis är en spindelart som först beskrevs av Gravely 1924.  Hogna himalayensis ingår i släktet Hogna och familjen vargspindlar. Inga underarter finns listade i Catalogue of Life.